# Valencià
|  | Aquest article tracta sobre la variant del català parlada al País Valencià i al Carxe. Per a «valencià» com a sinònim històric i oficial al País Valencià de «llengua catalana», vegeu català. Per a altres significats, vegeu «valencià (desambiguació)». |

El valencià és la variant del català que es parla al País Valencià i a la comarca del Carxe de la Regió de Múrcia. Forma part del bloc occidental del català (al costat del tortosí i el nord-occidental) i és la segona varietat d'esta llengua amb més parlants després del català central. La llengua és parlada al País Valencià per 2,5 milions de persones l'any 2015, de les quals 1,2 milions la tenen com a llengua habitual. El valencià és un dialecte consecutiu que va ser portat al País Valencià després de la conquesta de Jaume I dels territoris que constituïren l'antic Regne de València a la primera meitat del segle xiii. Tècnicament, però, no pot considerar-se un dialecte restringit al marc politicoadministratiu del País Valencià: el fet que els dialectes de la llengua catalana formen un continu fa que molts dels trets valencians arriben a àmplies zones de Catalunya –més enllà de les terres de l'Ebre– i l'Aragó –a la Franja de Ponent– (fins al Baix Camp i el Baix Cinca respectivament), així com alguns trets típics del català nord-occidental arriben fins a la Plana Alta. En contexts acadèmics i tècnics o especialitzats, de vegades, el valencià ha rebut la denominació de «català meridional» o «català sud-occidental».
D'altra banda, «valencià» és també la denominació històrica i tradicional que rep el català al País Valencià (on és l'única denominació estatutària-oficial) i a la comarca del Carxe. Tot i això les universitats valencianes reconeixen també oficialment la denominació «català». La denominació «valencià» ha estat emprada des del segle xiv i és hegemònica en ambdós territoris de fa segles. Durant el segle xv, l'eclosió de l'anomenat Segle d'or valencià va posar d'actualitat el terme «llengua valenciana» per a referir-se al català que feien servir els autors valencians, amb noms com ara Ausiàs March, Joanot Martorell, Jordi de Sant Jordi i Jaume Roig que van aportar obres cabdals a la història de la literatura catalana. Així mateix, esta denominació és aplicable tant a les modalitats valencianes com a la globalitat de la llengua.

## Història

Mapa cronològic que mostra l'evolució territorial de les llengües del sud-oest d'Europa entre les quals apareix el català.

El català va ser implantat al País Valencià pels colons catalans, i aragonesos que es catalanitzaren aviat, que s'establiren en este territori arran de la Conquesta feudal, duta a terme primer per Jaume I el Conqueridor i posteriorment per Jaume II el Just. Una nova repoblació al segle xvii, després de l'expulsió dels moriscos i majoritàriament amb castellans, va definir de parla castellana a la resta de comarques de l'interior que encara hui la parlen. Malgrat tot, el valencià ha sigut històricament la llengua predominant i administrativa al País Valencià.
La primera referència documental de la utilització d'un terme semblant a valencià per a referir-se a la llengua pròpia dels valencians es troba a un procés judicial de Menorca contra Gil de Lozano, datat entre 1343 i 1346, en el qual es diu que la mare de l'acusat, Sibila, parlava valencianesch perquè era d'Oriola.
El concepte de llengua valenciana aparegué en la segona mitat del segle xiv i es va consolidar progressivament alhora que canviava el seu significat per esdeveniments de caràcter divers (polítics, socials, econòmics). En els segles anteriors tenia el català parlat al territori del Regne de València s'anomenà de distintes maneres: romanç (segle xiii) i catalanesc o català (durant el segle xiv, pel concepte medieval de nació com a comunitat lingüística). El concepte de llengua valenciana va aparéixer amb un caràcter particularista pel caràcter reforçat d'entitat jurídica del Regne de València per ser la potència comercial mediterrània durant els segles xiv i xv, convertint-se en el centre cultural i literari de la Corona d'Aragó. Així, els valencians, juntament amb els mallorquins, es presentaven davant els altres pobles com a catalans mentre que es referien a ells mateixos com a valencians i mallorquins davant ells mateixos per remarcar la ciutadania jurídica diferent de cada regne.
Al segle xv, l'anomenat Segle d'Or, el nom valencià era ja la denominació usual de la llengua predominant del Regne de València, i les denominacions de vulgar, romanç o català havien caigut en desús. Joanot Martorell, autor de la novel·la Tirant lo Blanch, afirma: «me atrevire expondre: no solament de lengua anglesa en portuguesa. Mas encara de portuguesa en vulgar valenciana: perço que la nacio don yo soc natural sen puxa alegrar».
Des d'un punt de vista dialectal, el valencià pertany als parlars occidentals del sistema lingüístic català. Per tant, compartix molts trets amb el català parlat a les comarques de ponent i també a les terres de l'Ebre. També presenta trets propis, depenent de les comarques.
Des de la transició democràtica espanyola, l'autonomia o heteronomia del valencià respecte a la resta del sistema lingüístic valencianocatalà ha sigut motiu de debat i polèmica entre els valencians, normalment amb un rerefons polític. Tot i que en l'àmbit acadèmic (universitats i institucions de prestigi reconegut) dels filòlegs i lingüistes mai no s'ha qüestionat la unitat de la llengua des que existixen estudis de romanística, una part de l'opinió pública valenciana opina i afirma que el valencià i el català són llengües diferents, idea que es començà a difondre durant l'agitada transició valenciana per sectors de dreta regionalista i pels anomenats blaveros. Existix una normativa lingüística secessionista alternativa, les Normes del Puig, elaborada per la Real Academia de Cultura Valenciana, institució fundada el 1915 per la Diputació de València, però el seu ús és molt marginal.
|  |  |

## Característiques generals

### Fonètica
- Vocalisme tònic:
  - Sistema de 7 vocals tòniques /a ɛ e i ɔ o u/.
    - Com a tot el bloc occidental, es pronuncia [e] "e tancada" les Ē (‹e› llargues) i Ǐ (‹i› breus) tòniques del llatí: cadena [kaˈðena], alé [aˈle], què [ˈke] (mentre que en el català oriental és [ɛ] "e oberta", en estes paraules).
    - Les vocals obertes tòniques en bona part del valencià tenen tendència a obrir-se més, com ocorre al català balear. Així la ‹e› oberta /ɛ/ tendix cap a la [æ] i la ‹o› oberta /ɔ/ tendix a la [ɔ̞].

  - El diftong ui és generalment creixent: cuina [ˈkwina], hui [ˈwi] ('avui'). Tanmateix, en valencià alacantí, a la Marina Baixa, al Comtat, a l'Alcoià i al Maestrat, el diftong ui és decreixent: cuina [ˈkujna], buit [ˈbujt] a excepció de hui [wi], que és creixent.

- Vocalisme àton:
  - Neutralització mínima de les vocals àtones. Existixen les 5 vocals àtones [a e i o u] típiques del català occidental. No existix la vocal neutra [ə], típica del català oriental.
    - És corrent de pronunciar la vocal àtona /e/ com una a [a] davant m i n més consonant i també davant consonants sibilants i vibrants: enveja [aɱˈvedʒa], espill [asˈpiʎ], eixugar [ajʃuˈɣaɾ], llençol [ʎanˈsɔɫ], sencer [sanˈseɾ], terròs [taˈrɔs]. Hi ha, però, altres casos, ben escassos: trepitjar [tɾaˈpidʒaɾ], lleganya [ʎaˈɣaɲa], Vicenteta [visanˈteta] o Miquelet [mikaˈɫet].
    - De la mateixa manera, la vocal àtona /o/ pot pronunciar-se [u] davant consonants bilabials: cobert [kuˈbɛɾt]. O també precedida d'una síl·laba tònica amb ‹i›: conill [kuˈniʎ]. I fins en alguns noms propis com Josep(a), Joan(a) i Joaquim(a).
    - El pronom feble ho té una pronunciació especial depenent de la situació del pronom. Generalment es pronuncia [u] davant el verb; es pronuncia [o] darrere (després de consonant), i [w] (després de vocal): Carles ho sap [ˈkaɾlez u ˈsap], se n'ha anat a donar-ho [se naːˈnat a ðoˈnaɾo], canvia-ho ja [ˈkaɱviaw ˈja]. Quan el fonema posterior és una vocal, esdevé [w]: no ho has endevinat [ˈno ˈwaz andeviˈnat]. Quan es produïx una contracció amb un altre pronom davant o darrere el verb es pronuncia [ew]: no m'ho has dit [ˈno me ˈwaz ˈðit], dona-m'ho [ˈdonamew].

- Consonantisme:
  - No existix iodització.
  - La g davant ‹e› i ‹i› i la j pren la pronunciació africada [dʒ], excepte les paraules jo i ja que es pronuncien amb el fonema "iod" [jo]/[jɔ] i [ja].
  - La x pren la pronunciació africada [tʃ] darrere de consonant i al començament de paraula com a tot el català oriental: xiquet [tʃiˈket], marxar [maɾˈtʃaɾ]. Malgrat això, hi ha molts casos en què no és així: Xàtiva [ˈʃativa], xarxa o xàrcia [ˈʃaɾʃa]/[ˈʃaɾsia] o xarop [ʃaˈɾɔp]. El dígraf ix (pronunciat [jʃ] darrere de vocal o [iʃ] darrere de consonant i [ʃ] al valencià alacantí) manté la pronúncia fricativa: calaix [kaˈlajʃ], guix [ˈgiʃ].
  - En general, la erre final no és mai muda. Ho és en bona part del Maestrat i la zona del Vinalopó.
  - En general, la te dels grups finals -nt, -lt, -rt no és mai muda. Esta característica també s'esdevé en el balear. És, però, muda en el valencià castellonenc, el del Maestrat, la Costera, Vall d'Albaida, l'Alcoià i el Vinalopó mitjà.
  - S'hi manté el valor labiodental de la ve /v/ i la be manté el fonema [b] i mai s'aproxima a [β]. Esta característica també s'esdevé en el balear i alguerès. Tanmateix, en moltes zones del territori (com al valencià apitxat, part del valencià castellonenc i tot el valencià de transició) tendix a pronunciar la [v] com bilabial, és a dir, com a be ([b]/[β]) a causa de la forta pressió de l'espanyol.[23]
  - El grup -tll- del català del nord és -tl- en algunes paraules (pronunciat -l·l- o simplement -l- o també agafant solucions de -rl- o -nl- en el valencià). Este tret també s'esdevé en el balear i en el valencià de transició: ametla ('ametlla'), vetlar ('vetllar').
  - La ele és velaritzada (ele fosca o [ɫ]) en menor grau que a la resta del domini i pren la màxima velarització a la fi de mot: mel [ˈmɛɫ], mentre que és alveolar (ele clara o [l]) a començament de mot, després de consonants, davant de [ɲ] [ʃ] [ʒ] [t͡ʃ] [d͡ʒ] [ʎ] [j] i és vacil·lant entre vocals: laca [ˈlaka], poble [ˈpɔble], pala [ˈpala], el jove [elˈd͡ʒove].[24]
  - El dígraf -tz- /dz/ es reduïx a [z] (esse sonora) en les paraules acabades en el sufix -itzar i derivats: realitzar [realiˈzaɾ].
  - La d [ð] intervocàlica, especialment en la forma ad(vocal), no se sol pronunciar en els parlars col·loquials: mocador [mokaˈoɾ], cadira [kaˈiɾa]. La terminació -ada del participi femení singular es pronuncia -à [aː] (amb allargament vocàlic): cremada [kɾeˈmaː].

### Morfologia
- Els articles són el, la, els, les.
- Conservació dels tres graus en els demostratius i adverbis locatius (com en castellà i portugués, tot i que no és un castellanisme) i ús de les formes no reforçades dels demostratius de 1r i 2n grau: este, eixe, aquell; açò, això, allò; ací, aquí/ahí, allí o allà.
- Els pronoms febles presenten la forma plena davant les formes verbals que comencen en consonant: me dutxe, te dic, se pentina (este fet no es dona a totes les variants, així en l'alacantí i la major part del meridional: em dutxe, et dic, es canvia, se sap, se certifica, es comprova que només es conserva la forma plena quan el verb comença per /s/ s- o ce-/ci-). El pronom feble "ens" estàndard passa en la llengua oral, com a tota la resta del bloc occidental i al balear, a "mos" (no admissible en la llengua escrita). Per extensió, al valencià oral no existixen les formes "ens" i "us", substituïdes per "mos" i "vos". La forma "vos" s'accepta en el valencià estàndard en posició davant del verb per l'AVL i és la forma preferida actual.
- El pronom feble li (que substituïx el complement indirecte) sempre precedix el pronom feble que substituïx el complement directe (quan este existix), cosa que origina les combinacions li'l (li'l done > l'hi dono), li la (li la done > la hi dono), li'ls (li'ls done > els hi dono), li les (li les done > les hi dono).
- La primera persona del present d'indicatiu dels verbs de la primera conjugació pren el morfema -e: jo cante. Les conjugacions segona i tercera prenen el morfema zero: jo tem, jo dorm (este tret no es dona a la major part del Maestrat, on estes formes prenen el morfema -o, com en la resta del català occidental: jo canto, jo temo, jo dormo).
- El present de subjuntiu no pren mai els morfemes en -i propis del català central: són -e, -es, -e, -em, -eu, -en per a la primera conjugació (que jo cante, que tu cantes, que ell cante…) i -a, -es, -a, etc. per a la segona i la tercera (que jo tema, dorma, que tu temes, dormes, que ell tema, dorma…).
- El pretèrit imperfet de subjuntiu pren els morfemes amb erre bategant: -ara, -ares, -ara, -àrem, -àreu, -aren: jo cantara, tu cantares, etc.
- En el valencià central o apitxat i en zones del valencià alacantí (Vinalopó) es conserva el passat simple del català clàssic: jo cantí (jo vaig cantar), jo fiu (jo vaig fer).

### Lèxic
Gran part del lèxic característic del valencià que veureu és compartit amb el tortosí i amb altres subdialectes del català occidental.
- Mots característics del valencià:
  - vesprada (tarda)
  - bou (toro)
  - brossat, brull (mató)
  - corder (xai)
  - creïlla (patata)
  - fraula (maduixa)
  - granera (escombra)
  - eixir (sortir)
  - espill o lluna (mirall)
  - llaurador (pron. llauraor) (pagès)
  - paréixer (semblar)
  - poal (galleda)
  - rabosa (guineu)
  - roig (vermell)
  - xiquet (nen)

Cal dir que els mots "roig" i "eixir" no són les úniques solucions possibles al valencià, ja que "vermell" es pot trobar a la Marina, entre altres llocs, i "sortir" es pot trobar al valencià de transició.
- Variants formals (canvis fonètics a partir de la mateixa rel, però el valencià és més conservador. Estes formes es poden trobar en altres dialectes "perifèrics" del català):
  - ametla/ametlla (en valencià i balear tots els -tll són -tl)
  - arrancar/arrencar
  - cementeri (cementiri), cànter (càntir), depòsit (dipòsit)
  - cordell/cordill
  - dèneu/dènou/denou (dinou), dèsset/desset (disset)
  - colp (cop), polp (pop)
  - estrela/estel
  - hui (avui), huit (vuit), huitanta (vuitanta)
  - llangosta (llagosta)
  - milló (milió)
  - renyó (ronyó), redó (rodó), etc
  - seua (seva) / teua (teva) / meua (meva)
  - servici (servei), judici (juí)
  - traure (treure), nàixer (néixer)
  - xàrcia (xarxa)
  - ximenera (fumeral) / xemeneia
  - xiulet/xiulit

La fonètica i l'ortografia també fan escriure diferentment estos mots:
- Els mots oxítons acabats en –e, –en o –es: cinquè/cinqué, mossèn/mossén, espès/espés, etc.
- Infinitius verbals acabats en –èixer, –èncer i –ènyer: conèixer/conéixer, convèncer/convéncer, atènyer/atényer, etc.
- 2a i 3a persones plural, de l'imperfet d'indicatiu: fèiem/féiem, fèieu/féieu, etc.
- Paroxítons acabats en –ol: pèsol/pésol, tèrbol/térbol, etc.
- Uns pocs proparoxítons: sèpia/sépia.

Tanmateix, la Gramàtica normativa valenciana (AVL 2006: 48) fa opcional este accent agut en la vocal e : generalment pronunciat amb una e tancada en valencià, l'accent greu també s'utilitza en dos mots gramaticals d'ús freqüent (el relatiu tònic i pronom interrogatiu què i la conjunció perquè), alguns esdrúixols o paroxítons en cultismes i neologismes que acaben en consonant (èter, sèsam, plèiade, bèstia, sèrie i època) i el topònim València, per a evitar una excessiva discrepància entre les diferents varietats de la llengua.

## Subdialectes

Subdialectes del valencià

Els dialectes es presenten pel territori valencià amb fronteres difoses:
- Valencià de transició (o tortosí)
- Valencià septentrional (o castellonenc)
- Valencià central (o apitxat)
- Valencià meridional
- Valencià alacantí

A més se sumen els parlars fronterers i els parlars peculiars fruit de repoblacions posteriors (com el mallorquí de Tàrbena -o "salat"- i l'Illa Plana d'Alacant).
Els noms no són estables i controvertits.

## Ens normatius
El País Valencià compta amb l'Acadèmia Valenciana de la Llengua (AVL) com a ens oficial encarregat d'elaborar la normativa lingüística de la llengua des de la mateixa modalitat valenciana, mentre que a la resta de l'àmbit lingüístic l'organisme encarregat d'esta tasca és l'Institut d'Estudis Catalans (IEC), excepte a l'Aragó, que compta amb l'Academia Aragonesa de la Lengua (AAL), dins la qual es troba l'Institut Aragonès del Català. L'ens valencià va ser creat per la Generalitat Valenciana el 1998 amb el consens majoritari de les Corts Valencianes.
L'ortografia de l'AVL es basa en les Normes de Castelló, firmades el 1932, que es basaven en l'ortografia que ja es feia servir a Catalunya.

## Denominació i entitat

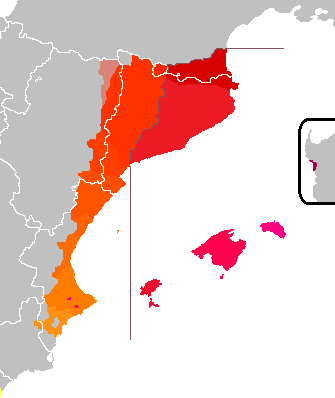
Dialectes del català

En l'àmbit lingüístic, la denominació valencià té dos usos amb significats diferents. Per una banda es referix a la varietat del català parlada al País Valencià i, per extensió, al Carxe. Per l'altra, valencià és la denominació històrica, tradicional i estatutària-oficial que rep al País Valencià la llengua catalana. Segons la llei de creació de l'AVL, el valencià
| « | [..]forma part del sistema lingüístic que els corresponents estatuts d'autonomia dels territoris hispànics de l'antiga Corona d'Aragó reconeixen com a llengua pròpia. | » |

Este reconeixement el té el valencià al País Valencià i el català a les Illes Balears i a Catalunya, i el sistema lingüístic que conjuntament formen rep acadèmicament el nom de llengua catalana.

### Dictamen de l'AVL del 2005
El 9 de febrer de 2005, l'AVL aprovà, per unanimitat de tots els seus membres presents, un dictamen (conegut popularment com a "Dictamen del Dimecres de Cendres") en què s'establixen els principis i criteris per a la denominació i l'entitat del valencià, considerant que
| « | [..]la llengua pròpia i històrica dels valencians, des del punt de vista de la filologia, és també la que compartixen les comunitats autònomes de Catalunya (a excepció de la vall d'Aran, de llengua occitana) i de les Illes Balears i el Principat d'Andorra. Així mateix és la llengua històrica i pròpia d'altres territoris de l'antiga Corona d'Aragó (la franja oriental aragonesa, la ciutat sarda de l'Alguer i el departament francés dels Pirineus Orientals a excepció de la comarca de la Fenolleda, que és de llengua occitana). | » |

Este mateix dictamen també avala i justifica l'ús de la denominació de valencià tant per a tot el conjunt del domini de la llengua (llengua valenciana), com per a la modalitat dialectal parlada al País Valencià. A més a més, l'AVL considera que esta modalitat 
| « | [..]té la mateixa jerarquia i dignitat que qualsevol altra modalitat territorial del sistema lingüístic, i presenta unes característiques pròpies que l'AVL preservarà i potenciarà d'acord amb la tradició lexicogràfica i literària pròpia, la realitat lingüística valenciana i la normativització consolidada a partir de les Normes de Castelló. | » |

Per tant, l'AVL assumix la unitat lingüística des d'un punt de vista del polimorfisme d'una llengua que té dos denominacions.

## Sociolingüística

### Coneixement i ús
| Zona               | Castellà | Valencià | Ús indistint | Altres |
| ------------------ | -------- | -------- | ------------ | ------ |
| Regió Alacant      | 76,1%    | 12,2%    | 5,5%         | 9%     |
| Regió Alcoi-Gandia | 34,5%    | 43,3%    | 10,6%        | 11,6%  |
| València i À.M.    | 76,7%    | 12,5%    | 6,4%         | 4,4%   |
| Regió València     | 46,1%    | 41,3%    | 8,4%         | 4,2%   |
| Regió Castelló     | 49,6%    | 33%      | 9,5%         | 7,9%   |
| Total              | 56,6%    | 28,46%   | 8,08%        | 7,42%  |

El País Valencià té una realitat sociolingüística molt complexa i plural, amb predomini del castellà a les zones urbanes i amb predomini del valencià a les zones rurals. La província de Castelló i el sud de la província de València són les zones on més es parla el valencià, i la província d'Alacant i l'àrea metropolitana de València són les zones on menys es parla.
A la part del País Valencià on és llengua pròpia, existix un procés de substitució lingüística del valencià pel castellà. Este procés s'ha completat quasi del tot a la ciutat d'Alacant i és molt avançat a la de València, malgrat que encara no és important en àrees rurals. Fins a una època recent, molts parlants eren en situació prop de la diglòssia, cosa que vol dir que feien servir el valencià només en situacions informals, mentre que a les situacions institucionalitzades feien servir exclusivament el castellà.
El 2024, la llengua ha patit atacs de partits com VOX que volen arraconar-la a l'escola, i per exemple volen eliminar el mínim de 25% de valencià a les escoles de zones castellanoparlants. A més a més, amb la nova llei a les zones valencianoparlants serien les famílies en comptes del consell escolar qui ho decidiria. També recupera una doble línia valencià-castellà. Aquestes mesures trenquen amb el consens entorn de la Llei d'ús i ensenyament del valencià, en vigor des del 1983.
El predomini del castellà es concentra bàsicament a una franja interior central i occidental, i a un enclavament (Asp i Montfort) a l'extrem sud, comprenent-hi el 25% del territori i on residix el 13% de la població. En este territori s'empren unes variants dialectals del castellà amb influència del valencià, el dialecte xurro i el dialecte murcià, tot i que no està consensuada per tots els lingüistes a causa de les diferències dialectals del Baix Segura i Villena amb la zona oriental de Múrcia. El valencià té en aquesta zona un grau de coneixement limitat.
El predomini del valencià es concentra a la costa i a les comarques contigües, abasta el 75% del territori i és on residix el 87% de la població. Segons un sondeig del 2021, en aquesta àrea el 28,46% de la població afirma utilitzar el valencià preferentment a casa, davant del 56,6% que utilitza la llengua castellana (amb un 8,08% de persones que usen indistintament les dues llengües). Per zones, l'ús del valencià a casa és predominant a les zones de concentració urbana mitjana o baixa, mentre que el castellà ho és a les grans concentracions urbanes. El castellà que s'hi parla té alguns trets fonètics i lèxics propis o influenciats pel valencià.
Seguint dades oficials sobre l'ús en l'àmbit domèstic, per zones dins el territori de predomini valencianoparlant, el valencià té un ús minoritari a l'àrea metropolitana de València i a la zona de la meitat sud de la província d'Alacant, on s'utilitza sempre per menys del 30%. L'ús continuat del valencià a la llar només és majoritari a la regió d'Alcoi-Gandia.
Segons un estudi de la Generalitat Valenciana en 2014, el 52,4% dels valencians considerava que el valencià era una llengua diferent del català. No obstant això, en el mateix estudi es recull que el 58,4% dels valencians amb estudis superiors afirmaven que era la mateixa llengua.

### Dades sociolingüístiques
L'any 1981, segons un estudi de la Institució Alfons el Magnànim i publicada al llibre de Joan Francesc Mira Població i llengua al País Valencià, dels 3.700.000 habitants del País Valencià, el 55% parlava valencià, xifra que s'incrementava fins al 60% si es restringia l'estudi només a les comarques valencianoparlants.
Les dades sociolingüístiques referides al valencià publicades al Coneixement i ús del valencià editat per la Generalitat Valenciana el 2021 eren (zona valencianoparlant):
- Quant a les quatre habilitats lingüístiques:

El 79,4% de la població del País Valencià de més de quinze anys entenia el valencià. Poc més de la meitat, el 54,9% era capaç de parlar-lo. El 60,9% està capacitada per a llegir-lo, i el 44,4% pot escriure'l.
- Quant a l'ús de la llengua. Les dades de l'ús del valencià donen compte de la minorització de la llengua:

A casa el 23,1% usa el valencià predominantment o exclusiva (un 7,5% més l'usa indistintament amb el castellà), el 20,4% l'utilitza en les relacions d'amistat (un 14,7% més l'usa indistintament amb el castellà), un 13,9% el fa servir en grans superfícies comercials (un 9,7% més l'usa indistintament amb el castellà) i un 14% amb la gent que no coneix (un 9,1% més l'usa indistintament amb el castellà).
- Comparativa de la situació sociolingüística de 1985 i 2021.

Quant a les quatre habilitats lingüístiques es verifica un estancament en el percentatge de població que és capaç d'entendre el valencià, una disminució en 12 punts de la població competent per a parlar-lo (d'un 66,8% a un 54,9%) i un increment notable de la que pot llegir-lo (d'un 30,5 % a un 60,9%) i escriure'l (d'un 9,6% a un 44,4%), en 30 punts i 35 punts respectivament. Quant a l'ús de la llengua el percentatge de població que usa el valencià ha baixat 30 punts o més en tots els àmbits d'ús.
| 1981 | 40,0% | 60,0% | -    | -    |
| 1989 | 49,6% | 45,8% | 4,5% | 0,1% |
| 1992 | 45,0% | 50,4% | 4,6% | 0,0% |
| 1995 | 47,2% | 50,0% | 2,8% | 0,0% |
| 2005 | 54,5% | 36,4% | 6,2% | 2,9% |
| 2008 | 56,8% | 32,3% | 7,6% | 3,3% |
| 2021 | 56,6% | 28,5% | 8,1% | 7,4% |

|                 | Zona valencianoparlant | Zona castellanoparlant | Total |
| --------------- | ---------------------- | ---------------------- | ----- |
| L'entén         | 79,4%                  | 54%                    | 75,8% |
| El sap parlar   | 54,9%                  | 24,2%                  | 50,6% |
| El sap llegir   | 60,9%                  | 35%                    | 57,2% |
| El sap escriure | 44,4%                  | 19,5%                  | 40,8% |

### Mapes
Tot seguit es mostren mapes en què es pot veure el grau de coneixement del valencià/català en una distribució territorial per municipis, i per percentatges sobre el total de la població de cada municipi. La font de dades és el cens realitzat l'any 2001 per l'Institut Nacional d'Estadística.
|  |  |  |
|  |  |  |

Els dos mapes que es mostren a continuació indiquen el percentatge de parlants de valencià (que afirmen saber parlar-lo) per comarca (cens del 2011) i per municipi (cens del 2001).
|  |  |

### Consulta sobre la llengua vehicular a l'ensenyament de 2025
Del 25 de febrer al 4 de març de 2025, durant la IX legislatura, les famílies de l'alumnat des de 2n cicle d'Infantil, Primària i els tres primers cursos d'Educació Secundària Obligatòria (ESO) van ser consultades pel govern encapçalat per Carlos Mazón si el valencià o el castellà havia de ser la llengua base en l'ensenyament, i el valencià es va imposar amb un 50,53% dels vots, i de manera aclaparadora a les comarques on domina lingüísticament el valencià, un 70,5% a Castelló i un 57,8% a València, en canvi el castellà va guanyar amb el 66% dels vots, tanmateix la Conselleria d'Educació, liderada per José Antonio Rovira, ha denegat la creació d'unitats en valencià a les comarques castellanoparlants en què va guanyar l'elecció del valencià.